# استنفورد (کالیفرنیا)
استنفورد، کالیفرنیا (به انگلیسی: Stanford, California) یک ناحیه تعیین‌شده سرشماری واقع در شهرستان سانتا کلارا، کالیفرنیا، ایالات متحده آمریکا است. طبق سرشماری ۲۰۱۰ ایالات متحده امریکا، این ناحیه دارای ۱۳۸۰۹ نفر جمعیت و ۳۵ هزار نفر جمعیت روزانه است.
دانشگاه استنفورد در این ناحیه قرار دارد.